# W병원

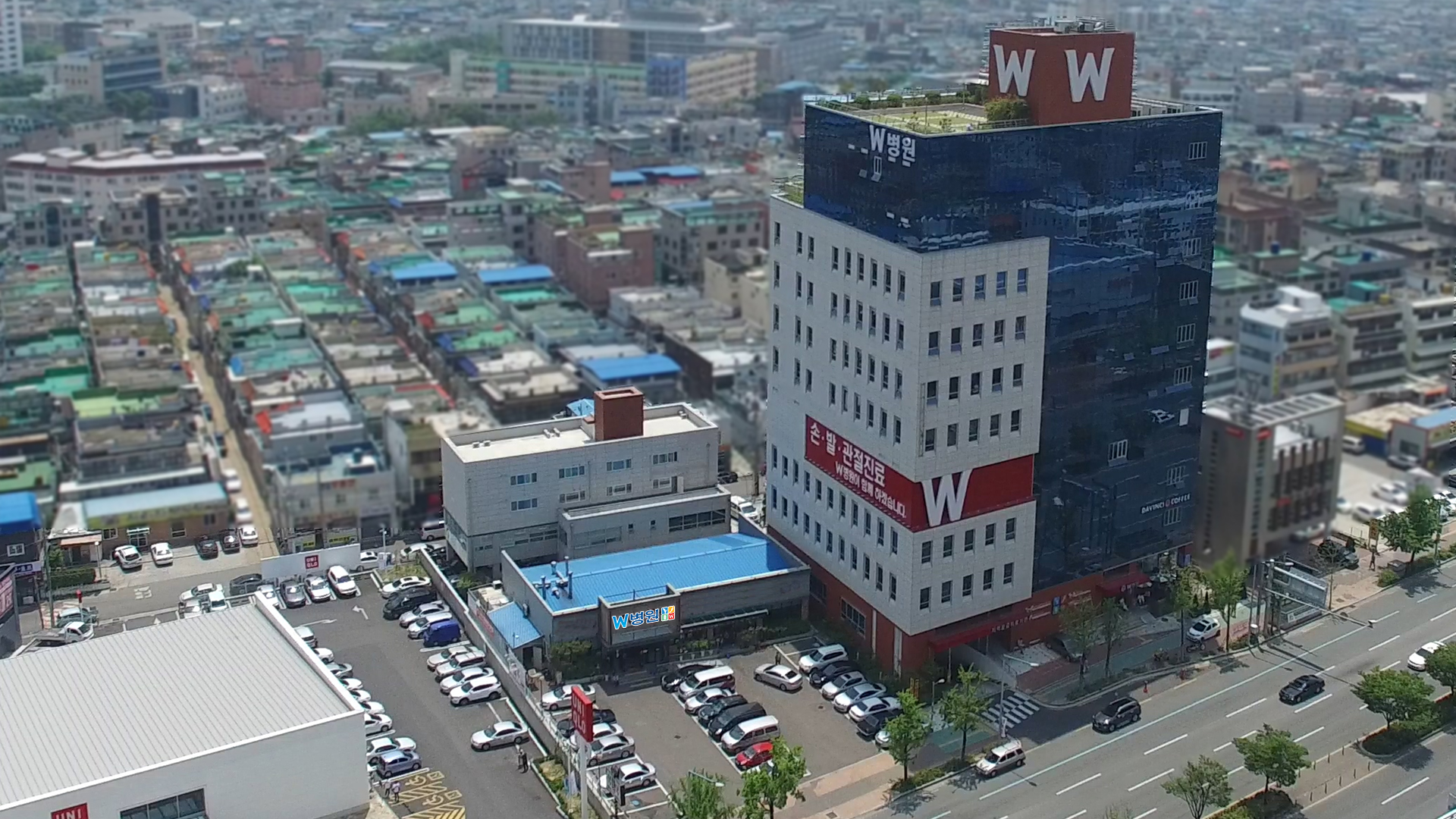

W병원(더블유病院, W Hospital)은 우상현 병원장이 2008년 9월에 개원한 병원으로 대구광역시 달서구에 위치한 종합병원이다. 영남권 유일한 정형관절 전문병원, 수지접합 관절전문병원이다. 24시간 365일 운영하는 대구 지역응급의료기관이다. W병원은 수부외과 세부전문의 수련병원으로 매년 수부외과 세부전문의 1~3명을 배출하고 있으며 국내 최초로 발가락 세 개를 손가락으로 옮기는 족지전이술, 팔 이식 수술을 국내 최초로 실행 성공했으며 팔 이식 수술을 통해 국내 장기이식법이 변경되고 전세계에서 최초로 국가 의료보험으로 팔 이식 수술 비용을 지원하게끔 바뀌었다.

## 연혁
- 2008년 9월 8일 대구 지역 최초 수지접합 전문병원 개원
- 2008년 9월 16일 대한의학회 지정 수부외과 세부전문의 수련병원 지정
- 2009년 11월 26일 대한수부외과학회 최우수논문상/대한미세수술학회 최우수논문상/제15회 한국과학기술회 논문상
- 2010년 2월 18일 병실 리모델링
- 2010년 12월 7일 메디시티대구 의료서비스 전진대회
- 2011년 6월 10일 영남대학교의료원 팔 이식 MOU
- 2011년 6월 15일 팔 이식 수술 심포지엄
- 2011년 9월 9일 국내 최초 발가락 3개 족지전이술 성공
- 2011년 11월 1일 보건복지부 지정 1기 수지접합 전문병원
- 2012년 4월 24일 국군대구병원 MOU
- 2012년 11월 23일 대구 지역응급의료기관 선정
- 2013년 3월 22일 우상현 병원장 'EBS 명의' 출연
- 2013년 10월 10일 병원 신축 건물 기공식
- 2014년 4월 23일 1주기 의료기관인증평가
- 2014년 11월 21일 대한수부외과학회 최우수논문상
- 2014년 12월 31일 보건복지부 지정 2기 수지접합 전문병원
- 2015년 4월 11일 병원 확장 이전(현 건물) 261병상/MRI 3.0T 도입
- 2015년 2월 24일 수부심포지엄 개최
- 2015년 5월 9일 정형관절 심포지엄 개최
- 2015년 5월 15일 수부미세재건센터/정형관절외상센터/족부족관절센터/척추재활통증센터 개소
- 2016년 3월 29일 팔 이식 수술 간담회
- 2016년 4월 23일 송원 심포지엄 개최
- 2016년 6월 15일 팔 이식 수술 기자 및 일반인 설명회
- 2016년 11월 9일 메디시티대구 팔 이식 수술 간담회
- 2016년 12월 1일 우상현 병원장 대한미세수술학회 회장/대한수부외과학회 이사장 취임
- 2017년 1월 19일 의료기관인증 수시조사
- 2017년 2월 2일 국내 최초 팔 이식 수술 성공
- 2017년 2월 15일 2016 산재보험 의료기관평가 최우수기관 선정
- 2017년 3월 22일 팔 이식 수술 국제 심포지엄
- 2017년 7월 21일 국내 최초 팔 이식 환자 프로야구 시구
- 2017년 10월 31일 CT 80ch 도입
- 2017년 12월 6일 대구시 선도의료기관 재지정
- 2017년 12월 27일 보건복지부 지정 3기 관절 전문병원 및 수지접합 전문병원 동시지정(대구·경북 유일 2개 분야 동시 지정)
- 2018년 2월 2일 팔 이식 수술 1주년 기념 경과 설명회
- 2018년 2월 23일 우상현 병원장 '자랑스런 대구시민상' 수상
- 2018년 2월 24일 팔 이식 수술 심포지엄
- 2018년 5월 15일 2주기 의료기관 인증 획득
- 2018년 7월 1일 간호·간병통합서비스 병동 개소(1개 병동/69병상)
- 2018년 8월 1일 소아청소년과 개설
- 2018년 8월 19일 국내 최초 팔 이식 수술 다큐멘터리 '왼손잡이의 꿈' 대구MBC 방영
- 2018년 11월 1일 종합병원 승격(외과/진단검사의학과 개설)
- 2019년 1월 1일 지역응급의료기관 재지정
- 2019년 1월 31일 우상현 병원장 '1밀리미터 혈관의 희망' 수필집 출간
- 2019년 3주기 의료기관 인증 획득
- 2019년 9월 24일 계명대학교동산병원 지역사회 절단 환자 진료체계 구축 MOU
- 2019년 12월 31일 긴급 구조훈련 '행정안전부 표창장' 수상
- 2019년 1월 15일 우상현 병원장 'The Thumb' 영문교과서 출간
- 2019년 4월 17일 영남대학교병원 지역사회 절단 환자 진료체계 구축 MOU
- 2019년 7월 8일 외부주차장 증축(190대)
- 2019년 10월 21일 우상현 병원장 제74주년 경찰의 날 '행정안전부 표창장' 수상
- 2020년 1월 18일 우상현 병원장 영대의과대학 동창회 '자랑스런 영의인상' 수상
- 2020년 2월 10일 2019 산재보험 의료기관평가 최우수기관 선정
- 2020년 3월 5일 코로나19 선별진료소 운영
- 2020년 3월 17일 코로나19 '국민안심병원' 지정
- 2020년 4월 20일 '제2 MRI실' 개소
- 2020년 5월 27일 재활치료센터 도수치료실 확장
- 2020년 6월 24일 대구교육협력우수기업 대구광역시교육감 표창장 수상
- 2020년 6월 25일 우상현 병원장 美 최고 권위 'Buncke Clinic' 초청 온라인 강의
- 2020년 10월 16일 미국성형외과학회(ASPS) 2020 '올해의 최우수 논문상' 수상
- 2020년 11월 16일 신경외과 전문의 초빙 '척추관절센터' 개소
- 2020년 12월 30일 보건복지부 지정 4기 관절 전문병원 및 수지접합 전문병원 동시 지정(대구·경북 유일 2개 분야 동시 지정)
- 2021년 1월 1일 대구의료관광 선도의료기관 재지정
- 2021년 1월 22일 코로나19 '호흡기전담클리닉' 지정
- 2021년 3월 3일 제55회 납세자의 날 모범납세자 '동탑산업훈장' 수훈
- 2021년 3월 10일 경주엑스포 MOU 체결
- 2021년 7월 26일 코로나19 '백신 접종 위탁의료기관' 선정 화이자 접종 시작
- 2021년 8월 24일 영남대학교 '천마아너스' 인증패 수상
- 2022년 3월 5일 손목터널증후군 수술 10,000례 달성
- 2022년 5월 11일 대한법률구조공단 MOU 체결
- 2022년 5월 14일 영남대학교 MOU 체결
- 2022년 6월 13일 대구시 코로나19 유공시민 감사패 수상
- 2022년 9월 1일 신관 기공식, 299병상 규모 확장 증축 지하2층/지상15층 대지면적 1,03498㎡(313.08py) 건축면적 913,88㎡ 연면적 11,652,09㎡
- 2022년 9월 5일 개원 14주년 기념식
- 2022년 11월 14일 대구교통공사 MOU 체결
- 2022년 12월 7일 한국안광학산업진흥원 & 한국광학공엽협동조합 MOU 체결
- 2023년 1월 2일 2023 시무식
- 2023년 1월 6일 영남대학교 의과대학 '제1회 W송원 연구자상' 시상
- 2023년 2월 25일 2023 W병원 홈커밍데이
- 2023년 3월 2일~8일 2023 신규 간호사 교육
- 2023년 3월 24일 대한전문병원협회 보건복지부장관 표창장 수상
- 2023년 4월 14일 대구달성산림조합 MOU 체결
- 2023년 6월 3일 4주기 종합병원 의료기관 인증 획득
- 2023년 7월 10일 달성군시설관리공단 MOU 체결
- 2023년 8월 8일 2023 W병원 작은음악회 영남대학교 의과대학 중창단 '조이풀보이스'
- 2023년 9월 1일 개원 15주년 기념식
- 2023년 9월 9일~10일 제5회 W병원장배 생활체육 배드민턴대회
- 2023년 11월 27일 거창적십자병원 MOU 체결
- 2023년 2023 송년음악회 '펄스재즈밴드'
- 2023년 2023 송년의 밤
- 2023년 12월 29일 보건복지부 지정 제5기 관절(3회 연속) 전문병원 및 수지접합(5회 연속) 전문병원 지정(영남권 유일 2개 분여 동시 지정)
- 2024년 1월 5일 2023 영남대학교 의과대학 교수연수회 송원연구자상 시상
- 2024년 2월 5일 달서구노인종합복지관 후원금 전달식
- 2024년 2월 7일 대구상공회의소 의료복지 업무협약체결 MOU
- 2024년 2월 26일 아랍에미리트 환자 발가락 재건 수술
- 2024년 5월 8일 아랍에미리트 환자 발가락 재건 수술 성공 및 국제의료센터 인증식
- 2024년 6월 28일 의성군 튼튼한정형외과 진료협력기관 협약 체결
- 2024년 7월 25일 칠곡경북대학교병원 협력병·의원 체결